# Raymond Martin (cyclisme)
Pour les articles homonymes, voir Martin et Raymond Martin.
Raymond Martin, né le 22 mai 1949 à Pont-Érambourg à Saint-Pierre-du-Regard (Orne), est un coureur cycliste français.

## Biographie
Il a obtenu ses meilleurs résultats dans le Tour de France en 1980 : 3e au classement final, vainqueur du Grand Prix de la montagne, et victoire d'une étape à Luchon le 10 juillet.
Il a remporté le championnat de France amateurs sur route en 1972 et le Grand Prix de Plouay (Morbiban) en 1974. En 1975 et en 1979, il remporte la course Paris-Camembert (ou Vimoutiers). Il est arrivé deuxième du Critérium du Dauphiné libéré en 1980.
Il dirige aujourd'hui la société RMPRO, spécialiste du vêtement cycliste.

## Palmarès

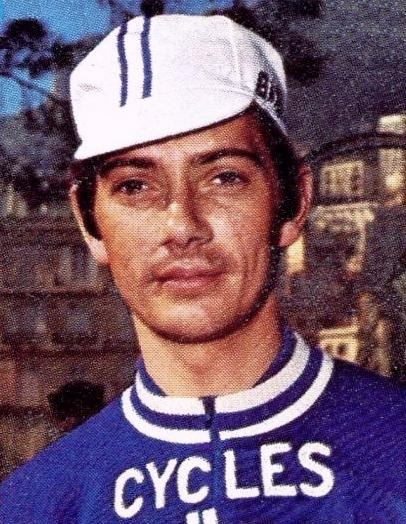
Raymond Martin en 1973.

### Palmarès amateur
- Amateur
  - 1964-1972 : 92 victoires
- 1964
  - Champion de Normandie sur route cadets
- 1965
  -  Champion de France sur route cadets
  - Champion de Normandie sur route cadets
- 1966
  - Champion de Normandie sur route débutants
- 1967
  - Ronde de l'Oise
  - Finale du Maillot des Jeunes (contre-la-montre)
  - 2e du Maillot des Jeunes
- 1968
  - 2e du Maillot des Jeunes
- 1970
  - Rouen-Lisieux
  - 3e étape des Deux Jours de Caen
  - 2e du championnat de France sur route amateurs
  - 2e du Prix de la Saint-Laurent
- 1971
  - 3e étape des Deux Jours de Caen
  - Prix de la Saint-Laurent
  - 2e du Tour des Combrailles
  - 2e du Circuit des Deux Provinces
- 1972
  -  Champion de France sur route amateurs
  - Champion de Normandie sur route
  - 1re étape du Tour de la Manche
  - 6e étape du Grand Prix Guillaume Tell
  - 2e et 4ea étapes de la Route de France
  - 4e étape du Tour de l'Avenir
  - Paris-Connerré

### Palmarès professionnel
| - 1974 - Grand Prix de Plouay - 1975 - Paris-Camembert - 1976 - 2e du Grand Prix de Plumelec-Morbihan - 2e de Paris-Bourges - 3e du Critérium national - 1978 - Grand Prix de Plumelec-Morbihan - 1re étape du Critérium national - 3e étape du Circuit de la Sarthe - 1979 - Paris-Camembert - 1980 - Polymultipliée - Tour de France : - Grand Prix de la montagne - 13e étape - 7e étape du Critérium du Dauphiné libéré - 2e du Critérium du Dauphiné libéré - 3e du championnat de France sur route - 3e du Tour de France | - 1982 - 3e de la Polymultipliée - 8e du Tour de France - 1983 - 2e étape du Tour de France (contre-la-montre par équipe) - 3e de Paris-Camembert - 3e du Tour de Vendée |  |

### Résultats sur les grands tours

#### Tour de France
10 participations
- 1973 : 35e
- 1975 : 30e
- 1976 : 15e
- 1977 : 11e
- 1978 : 12e
- 1979 : 24e
- 1980 : 3e, vainqueur du  Grand Prix de la montagne et de la 13e étape
- 1981 : 17e
- 1982 : 8e
- 1983 : 43e, vainqueur de la 2e étape (contre-la-montre par équipe)

#### Tour d'Espagne
1 participation
- 1979 : 14e